# 大関増業
大関 増業（おおせき ますなり）は、江戸時代後期の大名。下野国黒羽藩11代藩主。

## 生涯
天明元年（1781年）、伊予国大洲藩主・加藤泰衑の八男として生まれる。寛政10年（1798年）9月1日、大洲藩において600石を与えられる。
文化8年（1811年）8月24日、下野黒羽藩10代藩主・大関増陽の養嗣子となり、同年9月11日、加藤邸から大関邸に移る。養父・増陽は28歳、それに対して増業は31歳と、養父子の関係にありながら年齢差が逆であるという異例の養子縁組であった。ただし、江戸幕府に対しては、養父増陽の官年を30歳、増業の官年を27歳と届け出ている。その背景は、増陽が藩政改革に失敗して家臣団から責任を問われたことが挙げられるが、養子縁組の構想自体は藩士にはほとんど知らされることがなく、突然の決定であったという。このとき、黒羽の家臣団は養子に迎えるときに与えられた加藤家からの持参金を互いに山分けしたと言われている。加藤家からの持参金は2000両であった。
同年10月1日、11代将軍・徳川家斉に御目見する。同年11月24日、養父・増陽の隠居により家督を相続し、同年12月11日、従五位下・土佐守に叙任する。
文化9年（1812年）5月14日、堀田正敦の次女を娶る。同年7月18日、江戸を出発し、7月24日、初めてお国入りする。道中の喜連川において実兄・喜連川恵氏と会談している。同年11月24日、藩士らに藩政改革の方針を示す。黒羽藩はわずか1万8000石の小藩であり、そのために財政が破綻寸前となっていたからである。当時、黒羽藩の年内における年貢の取立ては2万俵、金銭は2000両とされていたが、これはおおよその見当に過ぎず、実際の収益を誰も知らなかったのである。増業はこれに呆れ、大急ぎで役人に命じて厳格に調べさせた。すると、収益はその半分をわずかに過ぎる程度しかなかった。そのため、増業は厳しい倹約令を出して経費節減に努めた。それと同時に、藩における商人から多額の金を借用した。財政再建のために増業が行なったことは、換金性の高い農産物の栽培と那珂川水運の整備、および治水工事などであった。つまり穀物や野菜などは勿論のこと、煙草や木綿、胡麻、蕎麦、麻などの栽培を大々的に奨励したのである。ところが、川の水運工事に対して家臣団が猛反対した。
文化10年（1813年）、大阪加番を命じられる。文政5年（1822年）10月3日、本丸御殿が全焼、同年10月26日、増業は火災に関しての藩士の賞罰を決定する。しかし、藩士は公正でないとして反発した。文政6年（1823年）5月15日、重臣から隠居することを申し入れられる。その際、これまでの失政41ヵ条を突きつけられた。反対派の動きもあったものの、押さえつけられた。その結果、増業は隠居に同意する。事実上の藩主押込である。同年9月18日、重臣から隠居後は政治や財政に対し、一切口出しをしないといった6ヵ条を突きつけられた。文政7年（1824年）7月8日、病気を理由に増業は隠居し、養子の増儀（養父増陽の次男）に家督を譲った。
その後、増業は水戸藩の徳川斉昭や松代藩の真田幸貫ら、江戸時代後期の名君と呼ばれる面々と交流しながら、学問に熱中した。もともと、学問好きだったため、藩主時代に記した『創垂可継』を初め、隠居後においても医学書の『乗化亭奇方』や、後世において科学史・技術史書として評価された故実書の『止戈枢要』など、多くのジャンルに及ぶ著作を行なっている。
弘化2年（1845年）、死去。享年65。

## 評価
藩主時代に行った改革はある程度は成功を収めている点から、名君として評価されている。ただし業績としては、大田原市（旧黒羽町）芭蕉の館にある増業の著書（大関文庫と呼ばれている）の方が、当時の医学や政治を知る上で貴重なものであると高く評価されている。
黒羽藩の江戸下屋敷跡は東京都荒川区立第六瑞光小学校の近くにあり、都電荒川線の線路脇の「大関横丁由来碑」に増業の業績が刻まれている。また、栃木県大田原市（旧黒羽町）の黒羽藩菩提寺・大雄寺の家老風野家墓所内の石碑にも、増業が家老風野五兵衛明雅にあてた書状と増業の業績が刻まれている。

## 系譜
父母
- 加藤泰衑（実父）
- 大関増陽（養父）

正室
- 堀田正敦の次女

子女
- 後藤基充[2]
- 大関増誠
- 建部昌滋[3]
- 杉浦正宣[4]
- 大関業孝
- 娘
- 娘
- 娘

養子
- 大関増儀 ー 大関増陽の次男